# Джузеппіна Проєтто-Фрау
Джузеппіна Проєтто-Фрау (італ. Giuseppina Projetto-Frau; 30 травня 1902, Ла-Маддалена, Сардинія, Італія — 6 липня 2018) — італійська повністю верифікована довгожителька. Прожила 116 років.

## Біографія
Народилася в 1902 році у місті Ла-Маддалена на італійському острові Сардинія. Однак мала сицилійське походження — її дід переїхав із Сицилії з експедицією Джузеппе Гарібальді. У її родині було четверо братів та сестер. у 1946 році 44-річна Джузеппіна вступила в шлюб з Джузеппе Фрау — вдівцем з трьома дітьми. В тому ж році переїхала у Монтелупо-Фьорентіно, Флоренція, Тоскана, де й жила зі своєю невісткою і внуками.
З 13 липня 2017 року до 6 липня 2018 була найстарішою повністю верифікованою нині живою мешканкою Італії, а з 15 грудня 2017 року до 6 липня 2018 року — найстарішою повністю верифікованою нині живою мешканкою Європи. 6 липня 2018 року ці титули перейняла її співвітчизниця Марія-Джузеппа Робуччі-Нарджизо.

## Особисті рекорди довголіття
- 30 травня 2017 року стала 43-ю людиною в світі, що офіційно досягнула віку 115 років.
- 13 липня 2017 року стала найстаршою мешканкою Італії.
- 18 вересня 2017 року стала другою, після Емми Морано, за тривалістю життя людиною, яка будь-коли жила в Італії.[6]
- 13 грудня 2017 року увійшла до числа 25 найстарших довгожителів світу.
- 15 грудня 2017 року, після смерті іспанки Ани Марії Вела Рубіо[7], стала найстаршою живою людиною Європи і ввійшла у трійку найстарших людей світу, що досі живуть.
- 12 лютого 2018 року увійшла в двадцятку найстарших людей в історії.
- 15 квітня 2018 року стала 19-ю в списку найстаріших повністю верифікованих людей за всю історію, обійшовши американку Меггі Барнс.
- Станом на серпень 2019 року займає 20 місце у списку найстарших повністю верифікованих людей за всю історію (116 років і 37 днів).